# 格赖因巴赫
格赖因巴赫是奥地利施蒂利亚州哈特贝格县的一个市镇。总面积23.37平方公里，总人口1842人，人口密度78.8人/平方公里（2005年）。